# Psyllaephagus
Psyllaephagus (лат.) — род паразитических наездников семейства Encyrtidae подотряда Стебельчатобрюхие отряда Перепончатокрылые насекомые. Среди синонимов рода есть таксон Shakespearia Girault, 1928, названный в честь Шекспира.
Металлически блестящие, зеленовато-голубые. Длина тела около 1 мм. Паразиты и гиперпаразиты нимф листоблошек (Psyllidae, Homoptera).

## Распространение
Всесветное.

## Систематика
Род относится к подсемейству Encyrtinae, трибе Trechnitini, подтрибе Metaprionomitina и включает более 200 видов.
- Psyllaephagus abbreviatus (Hoffer, 1963) — Армения, Литва, Молдова, Монголия, Румыния, Словакия, Финляндия, Чехия, Россия (Алтай, Воронежская обл., Калужская обл., Карачаево-Черкесия, Костромская обл., Липецкая обл., Приморский край, Санкт-Петербург, Хабаровский край).[2]
- Psyllaephagus abyssus Riek, 1962
- Psyllaephagus acaciae Noyes, 1988
- Psyllaephagus aeneoculex (Girault, 1929)
- Psyllaephagus africanus Prinsloo, 1985
- Psyllaephagus agonoscemae Ferrière, 1961
- Psyllaephagus aizawlensis Singh, 1996
- Psyllaephagus albiclava (Girault, 1915)
- Psyllaephagus albicrus Prinsloo, 1981
- Psyllaephagus alexion Noyes & Hanson, 1996
- Psyllaephagus alienus Riek, 1962
- Psyllaephagus bouceki Trjapitzin, 1967 — Россия, Приморский край[3]
- Psyllaephagus eugenii Trjapitzin, 2015 — Черногория
- Psyllaephagus gorodkovi Trjapitzin, 1986 — Казахстан[4]
- Psyllaephagus loginovae Trjapitzin, 1986 — Казахстан, Туркменистан[4]
- Psyllaephagus nartshukae Trjapitzin, 1986 — Кыргызстан[4]
- Psyllaephagus nikolskajae (Trjapitzin, 1964) — Казахстан[5]
- Psyllaephagus pachypsyllae (Howard, 1885) typus
- Psyllaephagus tokgaevi Myartseva, 1979 — Грузия, Казахстан, Туркменистан, Турция[6]
- Psyllaephagus trjapitzini Myartseva & Martínez, 2003 — Мексика[7]
- Другие виды

## Синонимы
Список синонимов включает следующие названия:
- Anagyropsis Girault, 1917
- Anisodromus Riek, 1962
- Calluniphilus Erdös, 1961
- Calocerineloides Girault, 1913
- Epanagyrus  Girault, 1915
- Kaszabicyrtus  Szelényi, 1971
- Mercetia  Bakkendorf, 1965
- Metaprionomitus  Mercet, 1921
- Mirocerus  Ashmead, 1904
- Neanagyrus  Girault, 1915
- Ooencyrtus  (Ooencyrtoides) Hoffer, 1963
- Propsyllaephagus  Blanchard, 1964
- Psyllaephagus Ashmead, 1900
- Psyllencyrtus Tachikawa, 1955
- Psyllophagus Ashmead
- Shakespearia Girault, 1928